# Campionati mondiali di pattinaggio di velocità su distanza singola 2024 - Sprint a squadre femminile
L'evento dello sprint a squadre femminile dei Campionati mondiali di pattinaggio di velocità su distanza singola 2024 si è svolto il 15 febbraio 2024 alla Olympic Oval di Calgary, in Canada.

## Risultati
| Pos | Pair | Corsia | NOC                                                                  | Tempo   | Diff  |
| --- | ---- | ------ | -------------------------------------------------------------------- | ------- | ----- |
| 1   | 2    | o      | Canada Carolina Hiller Maddison Pearman Ivanie Blondin               | 1:25.14 |       |
| 2   | 2    | i      | Stati Uniti Sarah Warren Erin Jackson Brittany Bowe                  | 1:26.04 | +0.90 |
| 3   | 3    | i      | Polonia Andżelika Wójcik Iga Wojtasik Karolina Bosiek                | 1:26.63 | +1.49 |
| 4   | 3    | o      | Paesi Bassi Marrit Fledderus Jutta Leerdam Antoinette Rijpma-de Jong | 1:26.86 | +1.72 |
| 5   | 1    | i      | Kazakistan Inessa Shumekova Alina Dauranova Yekaterina Aydova        | 1:27.23 | +2.09 |
| 6   | 4    | i      | Germania Josephine Heimerl Lea Sophie Scholz Michelle Uhrig          | 1:29.30 | +4.16 |
| 7   | 1    | o      | Corea del Sud Lee Na-hyun Kim Min-sun Kang Soo-min                   | 1:29.77 | +4.63 |
| 8   | 4    | o      | Cina Pei Chong Tian Ruining Jin Wenjing                              | 1:30.34 | +5.20 |